# ريد ماكمانوس
ريد ماكمانوس هو سياسي كندي، ولد في 1 أكتوبر 1874 في ميمرامكوك في كندا، وتوفي في 11 نوفمبر 1948 في مونكتون في كندا. حزبياً، نشط في الجمعية الليبرالية لنيو برونزويك ‏. وقد انتخب عضو الجمعية التشريعية لنيو برونزويك ‏.